# آدم غولدبرغ (لاعب كرة قدم أمريكية)
آدم غولدبرغ (بالإنجليزية: Adam Goldberg)‏ هو لاعب كرة قدم أمريكية أمريكي، ولد في 12 أغسطس 1980 في إدينا في الولايات المتحدة.

## وصلات خارجية
- آدم غولدبرغ على موقع مرجع كرة القدم المحترفة.كوم (الإنجليزية)